# شپایشر (آلمان)
شپایشر (به آلمانی: Speicher) یک شهر در آلمان است که در بیتبورگ-پروم واقع شده‌است.